# Variabel zandvleugeltje
Het variabel zandvleugeltje (Scrobipalpa instabilella) is een vlinder uit de familie tastermotten (Gelechiidae). De wetenschappelijke naam is voor het eerst geldig gepubliceerd in 1846 door Douglas.
De soort komt voor in Europa.